# Nirmala Joshi
Pour les articles homonymes, voir Joshi.
 (juin 2015).
Si vous disposez d'ouvrages ou d'articles de référence ou si vous connaissez des sites web de qualité traitant du thème abordé ici, merci de compléter l'article en donnant les références utiles à sa vérifiabilité et en les liant à la section « Notes et références ».
Nirmala Joshi (en religion sœur Nirmala), née en 1934 à Ranchi, dans le Jharkhand en Inde et morte le 23 juin 2015 à Calcutta, est une religieuse catholique indienne. Succédant à Mère Teresa, elle est supérieure générale de la congrégation des missionnaires de la Charité de 1997 à 2009.

## Biographie
Nirmala Joshi est née dans une famille brahmane hindoue népalie. Son père est officier dans l’armée des Indes. 
Durant ses études universitaires au Patna Women’s College de Patna, une institution dirigée par des religieuses du Carmel apostolique, Nirmala se convertit au christianisme et reçoit le baptême. Elle a 24 ans lorsqu’elle obtient son master en Sciences politiques. Elle fait également des études de droit.
La rencontre de Mère Teresa change sa vie. Elle devient missionnaire de la Charité dans les années 1950, à une époque où la nouvelle congrégation est à peine connue. Sœur Nirmala - comme elle s’appelle depuis le jour de son engagement religieux - est choisie pour prendre la tête d’une communauté au Panama, une des premières fondations hors de l’Inde. En 1976, elle est à la tête de la branche contemplative des missionnaires de la Charité que vient d’inaugurer Mère Teresa. 
Le 13 mars 1997, elle est élue supérieure générale des missionnaires de la Charité, quelque six mois avant le décès de Mère Teresa. Sous sa direction la congrégation continue son expansion géographique et numérique, même si de manière ralentie. La formation religieuse interne est une de ses priorités. 
Le 26 janvier 2009, jour de la fête de la République, le gouvernement de l’Inde honore sœur Nirmala de la Padma Vibhushan, une très haute distinction civile. 
Le 25 mars suivant, après avoir rempli deux mandats canoniques de six ans à la tête de la congrégation, elle est remplacée, lors du chapitre général, par sœur Mary Prema, élue pour la remplacer comme supérieure générale.